# Junior Bonner
Junior Bonner is een Amerikaanse western uit 1972 onder regie van Sam Peckinpah.

## Verhaal
Wanneer de rodeorijder Junior Bonner terugkeert naar huis, ontdekt hij daar dat zijn huis wordt gesloopt. Zijn vader ligt in het ziekenhuis en hij slaat zijn broer door een ruit, omdat hij de boerderij heeft verkocht. Tegen het advies van de dokter in verlaat de vader het ziekenhuis om samen met zijn zoon deel te nemen aan een rodeo.

## Rolverdeling
| Acteur            | Personage      |
| ----------------- | -------------- |
| Steve McQueen     | Junior Bonner  |
| Robert Preston    | Ace Bonner     |
| Ida Lupino        | Elvira Bonner  |
| Ben Johnson       | Buck Roan      |
| Joe Don Baker     | Curly Bonner   |
| Barbara Leigh     | Charmagne      |
| Mary Murphy       | Ruth Bonner    |
| Bill McKinney     | Red Terwiliger |
| Dub Taylor        | Del            |
| Sandra Deel       | Arlis          |
| Don Barry         | Homer Rutledge |
| Charles H. Gray   | Burt           |
| Matthew Peckinpah | Tim Bonner     |
| Sundown Spencer   | Nick Bonner    |
| Rita Garrison     | Flashie        |